# Новосёловка (Верхнеднепровская городская община)
Новосёловка (укр. Новоселівка) — село,
Анновский сельский совет,
Верхнеднепровский район,
Днепропетровская область,
Украина.
Код КОАТУУ — 1221081006. Население по переписи 2024 года составляло 5

## Географическое положение
Село Новосёловка находится на берегу реки Домоткань,
ниже по течению примыкает село Зуботрясовка.
Река в этом месте пересыхает.